# Luisa de Orleans (1869-1952)
Luisa de Orleans (en francés, Louise d'Orléans; Teddington, 19 de julio de 1869-Múnich, 4 de febrero de 1952) fue una princesa francesa de la Casa de Orleans, y miembro de la familia real de Baviera por matrimonio. A lo largo de su vida, Luisa se mantuvo muy cerca de su prima hermana, la archiduquesa austriaca María Valeria de Austria.

## Familia

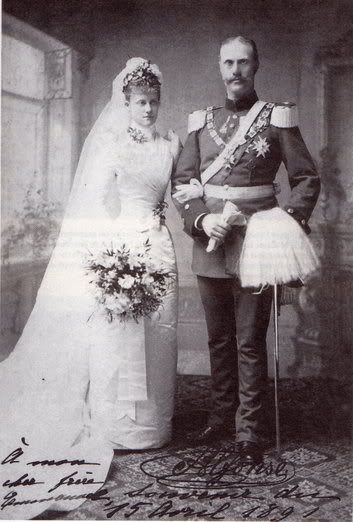
Luisa y su esposo, Alfonso, el día de su boda.

Luisa era la hija mayor del príncipe francés Fernando de Orleans, duque de Alençon, y de su esposa, la duquesa Sofía Carlota en Baviera, quien era hermana de la emperatriz Isabel en Baviera ("Sissi") y también de la reina María de los Dos Sicilias, la heroína de Gaeta. Sus abuelos paternos fueron la princesa Victoria de Sajonia-Coburgo-Kohary y el príncipe Luis de Orleans, duque de Nemours, el segundo hijo del rey Luis Felipe I de Francia. Luisa tenía un hermano menor, el príncipe Manuel de Orleans, duque de Vendôme.
El 15 de abril de 1891 se casó con su primo, el infante de España Alfonso de Baviera, en el Palacio de Nymphenburg. Él era el hijo del príncipe Adalberto de Baviera (1828-1875) y de su esposa, la infanta española Amalia de Borbón (1834-1905).
Tuvieron dos hijos:
1. José Clemente (1902[1] -1990), príncipe de Baviera, que nunca se casó.
2. Isabel María (1913[1]-2005), princesa de Baviera, que se casó primero con el conde Francisco José de Kageneck (1915-1941), y a continuación con Ernesto Küstner (1920).

En París el 4 de mayo de 1897, su madre, la famosa duquesa de Alençon, murió en un incendio en un bazar de caridad (el Bazar de la Charité), al rechazar los intentos de rescate, insistiendo en que las chicas que trabajan con ella en el bazar fueran rescatadas primero.
La princesa Luisa murió en 1952 en Múnich, a los 82 años.

## Títulos y honores
- 9 de julio de 1869-15 de abril de 1891: Su Alteza Real la princesa Luisa de Orleans.
- 15 de abril de 1891-4 de febrero de 1952: Su Alteza Real la princesa Alfonso de Baviera.

### Distinciones honoríficas
- Dama de la Orden de la Cruz Estrellada. ( Imperio austrohúngaro)[2]
- Dama de la Orden de las Damas Nobles de la Reina María Luisa. (Reino de España)[3]